# А-002 (Аполо)
А-002 е третият изпитателен полет на системата за аварийно спасяване.

## Цели
Това е третата мисия с цел проучване въздействието на системата за аварийно спасяване върху космическия кораб „Аполо“ по време на аварийно прекратяване на космически полет. Целта на системата за аварийно спасяване е да изтегли космическия кораб заедно с екипажа далеч от евентуалния взрив на ракетата. Системата трябва да осигури достатъчно височина, за да се даде възможнdост на парашутите на командния модул да се отворят, за предпочитане над земята, а не над водата. За разлика от предишните мисии Тест-1 и А-001, тук целта е системата да се задейства при скорости около скоростта на звука (число на Мах = 1). Полетът отново е с ракета-носител „Литъл Джо II“ в конфигурация с два различни двигателя (2 двигателя и 4 ускорителни ракети „Алгол“). Ракетата има също и система за контрол и измервателни уреди. Системата за аварийно спасяване е променена с добавянето на предпазен щит за отклоняване на изходящите газове от нея посока космическия апарат. Изменена е и парашутната система с добавяне на парашут с двойно стабилизиране. Космическия апарат се състои от система за аварийно спасяване, макети на командния и обслужващия модул (BP-23) на космическия кораб „Aполо“.

## Полет
Мисията е успешно стартирана на 8 декември в 8:00 местно време от полигона Уайт Сандс в щата Ню Мексико от стартов комплекс 36. Запалени са всички двигатели едновременно. Това е направено така, за да се набере достатъчно бързо максимална скорост (в близост до числото на Мах). Поради грешка във въведените данни системата се задейства 2,4 секунди по-рано. Системата се стабилизира нормално и парашутната система се задейства на височина 7163 м и каца нормално в пустинята на Ню Мексико. Въпреки че не е набрала планираната височина, измереното динамично налягане е по-голямо от очакваното и системата доказва своята функционалност при екстремни условия.
Същият макет ВР-23, преустроен като ВР-23А е използван в теста на спасителната капсула 2.